# Back to the Blues (альбом Дайни Вашингтон)
Back to the Blues — студійний альбом американської співачки Дайни Вашингтон, випущений у лютому 1963 року лейблом Roulette Records. Записаний у 1963 році.
У 1963 році альбом посів 61-е місце у чарті Billboard 200 журналу «Billboard».

## Список композицій
1. «The Blues Ain't Nothin' But a Woman Cryin' for Her Man» (Дж. Майо Вільямс) — 3:46
2. «Romance in the Dark» (Ліл Грін) — 2:12
3. «You've Been a Good Old Wagon» (Джон Генрі) — 3:50
4. «Let Me Be the First to Know» (Перл Вудс, Лерой Кіркленд, Дайна Вашингтон) — 2:39
5. «How Long, How Long Blues» (Лерой Карр) — 4:58
6. «Don't Come Running Back to Me» (Перл Вудс, Джонсон, Дайна Вашингтон) — 2:23
7. «It's a Mean Old Man's World» (Перл Вудс, Лерой Кіркленд, Дайна Вашингтон) — 3:10
8. «Key to the Highway» (Біг Білл Брунзі, Чарлз Сегар) — 3:49
9. «If I Never Get to Heaven» (Діна Вашингтон, Непп) — 3:44
10. «Duck Before You Drown» (Діна Вашингтон, Непп) — 2:11
11. «No Hard Feelings» (Вейн, Фріш) — 2:33
12. «Nobody Knows the Way I Feel This Morning» (Перл Ділейні, Том Ділейні) — 8:40

## Учасники запису
- Дайна Вашингтон — вокал
- Біллі Батлер — гітара
- Едді Чемблі — тенор-саксофон
- Іллінойс Жаке — тенор-саксофон
- Фред Норман — аранжувальник, диригент

Технічний персонал
- Генрі Гловер — продюсер
- Москофф-Моррісон — дизайн обкладинки
- Говард Ностранд — ілюстрація обкладинки

## Хіт-паради
Альбоми
| Рік  | Чарт          | Позиція |
| ---- | ------------- | ------- |
| 1963 | Billboard 200 | 61      |